# 金枝演社
金枝演社劇團（英語：Golden Bough Theatre），成立於1993年，由王榮裕所創立，作品大多將庶民文化融入現代劇場，創造出有別於西方劇場的特質，使其作品充滿獨特的草根魅力與野臺能量。

## 歷史
金枝演社，由出生於臺中歌仔戲班世家、接受優劇場（現之優人神鼓）訓練出身的表演工作者王榮裕所創立。創立於1993年，以日治時期皇民化運動時在台灣出現的胡撇仔戲為主。胡撇仔戲，名稱源自英語：，因當時台灣總督府禁演歌仔戲，傳統歌仔戲班於是以流行歌曲取代歌仔戲腔、用西方樂器取代傳統鑼鼓點，產生出這種新的表演形式。

## 大事記
- 1993 從一張手寫的招募團員傳單開始，金枝演社誕生了。[3]
- 1993-95 草創時期，陸續發表《成年醴》、《停頓》、《春天的花蕊》、《潦過濁水溪》等主要作品，找尋劇場與土地的牽繫。
- 1996「胡撇仔戲」登場。《台灣女俠白小蘭》野台戲隨著專屬流浪舞台卡車全台走演，首創本土原生胡撇仔戲搬上現代劇場，確立金枝爾後獨特演出風格。演出總計長達11年。
- 1997 出走制式劇場，探索表演空間。《古國之神－祭特洛伊》在廢棄的台北舊酒廠（今華山文化創意園區）演出，入選中國時報年度十大表演藝術。
- 1998《天台之蛙》於台北都會大廈頂樓表演，將都市叢林水泥頂端變身為編織奇想的表演天台。
- 1999 殘酷劇場暴力美學，寫實震撼。《群蝶》首演，深層剖析人性黑暗面，獲評價為「當下台北小劇場的傑出之作」。多次應邀海外演出，香港劇評大讚：「歷來所見過最有力度、最失重、豔異的悲劇作品。」
- 2000 921社區文化重建巡迴義演《台灣女俠白小蘭》，劇團駐紮在重建區貨櫃屋四個月，和超過五千位居民溫暖交流。
- 2001 《可愛冤仇人》首演，胡撇仔喜劇風格風靡各地大小觀眾，更以濃濃台灣味征服北京劇場，劇評：「他們精力旺盛、感情充沛，…挪用底層文化形式，移花接木，另抒新機」。迄今仍在全台各地巡演。
- 2002《觀音山恩仇記》於淡水殼牌倉庫史跡園區首演，體驗樹林間的戶外環型劇場。
- 2003 國立中正文化中心莎劇展《羅密歐與茱麗葉》首演。
- 2004打造台語音樂歌舞劇首部創作《玉梅與天來》首演。
- 2005《All-in-One：三合一》（2005新點子劇展）首演。

開啟金枝經典－古蹟環境劇場系列。《祭特洛伊》於淡水滬尾砲台首演；高雄旗後砲台加演，大型史詩環境劇場的恢弘格局，讓全場觀眾為之動容驚豔。
- 2006 奠定「台灣原生」音樂劇風格之作。《浮浪貢開花》首部曲（國藝會第一屆表演藝術追求卓越專案優選）首演，道地「台式喜劇」席捲老中青三代觀眾，掀起全台「帶爸媽去看戲」熱潮。
- 2007浮浪貢開花二部曲《我要做好子》首演，開啟台灣劇場界首見以原班角色人物，持續創作新編「單元劇集」的系列劇作。

第二代編導施冬麟首挑大樑，新作《仲夏夜夢》於三級古蹟淡水小白宮首演。
- 200815週年鉅獻《山海經》（國藝會第二屆表演藝術追求卓越專案優選），於淡水滬尾砲台首演。
- 2009 浮浪貢開花三部曲《勿忘影中人》首演，結合台灣大時代背景，演繹從家族到國族的浮浪貢自由俠義傳奇。

承辦淡水藝術節，擘劃大型史詩環境劇《西仔反傳說》，整合在地表演團隊、183位素人演員及300位志工的「鎮民劇場」演出，為國內社區民眾大規模參與藝術活動之創舉，入選年度十大藝術新聞。
啟動「金枝走演‧美麗臺灣」全台巡演計畫。以「全民戲劇」為理念，許諾全台鄉鎮演透透。
- 2010首登國家戲劇院。《大國民進行曲》首演（文建會表演藝術創新製作暨演出徵選計畫專案優選），打造台灣原生歌舞劇，獲雲門舞集林懷民盛讚：「開啟台語音樂劇的時代。」

再度承辦淡水國際環境藝術節《西仔反傳說》，於滬尾砲台公園連演三場，締造逾8000人次爭睹盛況。
- 2011全國唯一蟬聯三屆國藝會「表演藝術追求卓越專案」優選作品殊榮。《黃金海賊王》首演，將12公尺長的奇幻大船搬上舞台，重現17世紀福爾摩沙大航海時代風雲傳奇。

金枝美學專書《難忘的心愛的人─金枝演社的胡撇仔美學》出版，完整記錄金枝演社的文化摸索之路，並細膩見證一段臺灣傳奇的母子兩代戲劇情誼，讓雲門舞集林懷民及藝文界人士動容與推崇。
- 2012第三度擘劃淡水市民環境劇場，打造全新作品《五虎崗奇幻之旅》，帶領200位素人演員共同演出，首創大型流動式環境劇場，帶領觀眾穿梭淡水河畔搬演在地史詩。
- 2013金枝二十週年。淬製經典《浮浪貢開花》首部曲全台巡演，原班團隊和金曲實力天后曾心梅跨刀演出，感動上萬觀眾，擁抱笑中帶淚的溫暖幸福。首席演員施冬麟的獨腳戲《王子》首演，徹底釋放窖釀二十餘年表演功力，深獲好評。浮浪貢開花四部曲《幸福大丈夫》（華山藝術生活節『焦點劇場』優選）首演，劇中這一群可愛可親的厝邊人物，再次點燃幸福台灣的雋永感動記憶。
- 2021，藝術總監王榮裕獲頒第22屆國家文藝獎。[4]

## 創作目標
走向城市邊緣、發現異質表演空間。

## 作品年表
- 《成年醴》（1993）
- 《停頓》（1994）
- 《春天的花蕊》（1995）
- 《潦過濁水溪》（1995）
- 《胡撇仔戲－臺灣女俠白小蘭》（1996）
- 《古國之神－祭特洛伊》（1997）
- 《天臺之蛙》（1998）
- 《群蝶》（1999）
- 《可愛冤仇人》（2001）
- 《觀音山恩仇記》（2002）
- 《羅密歐與茱麗葉》（2003）
- 《玉梅與天來》（2004）
- 《All-in-One：三合一》（2005）
- 《浮浪貢開花》（2006）
- 《浮浪貢開花Part 2》（2007）
- 《仲夏夜夢》（2007）
- 《山海經》（2008）
- 《浮浪貢開花Part 3─勿忘影中人》（2009）
- 《西仔反傳說》（2009）
- 《大國民進行曲》（2010）
- 《黃金海賊王》（2011）
- 《五虎崗奇幻之旅》（2012）
- 《浮浪貢開花Part4－幸福大丈夫》（2013）
- 《可愛冤仇人》（2014）
- 《台灣變形記》（2014）
- 浮浪貢開花二部曲《我要做好子》（2015）
- 《祭特洛伊》十周年經典再現（2015）
- 《伊底帕斯王》（2016）
- 《整人王─新編邱罔舍》（2017）
- 那卡西歌舞喜劇《歡喜就好》（2018）

## 組織編制
- 藝術總監 / 王榮裕
- 藝術指導 / 謝月霞
- 創意總監 / 李俊陽
- 音樂設計 / 余奐甫
- 表演指導 / 吳朋奉
- 演出團員 / 施冬麟  李允中  劉淑娟  高銘謙  曾鏵萱  葉必立  陳欣宏  辜泳妍  葉子華
- 行政總監 / 游蕙芬
- 行銷組長 / 蔡如歆
- 品牌推廣 / 李家亦
- 行政助理 / 林君育
- 行銷票務 / 許瑋婷
- 推廣開發 / 黃韻玲
- 排演助理 / 黃凱琳

## 外部連結
- 金枝演社官方網站 （页面存档备份，存于）
- 金枝演社的Facebook專頁